# 维克-米尔瓦勒站
维克-米尔瓦勒站，是法国的一个铁路乘降所，位于法国南部海滨小城米尔瓦勒附近，靠近维克拉加尔迪奥勒。

## 位置
维克-米尔瓦勒站位于埃罗省境内，距离米尔瓦勒市区的南部大约1公里，距离维克拉加尔迪奥勒北部大约1.5公里。站址位于塔拉斯孔—塞特铁路90.634公里处，距离蒙彼利埃大约14公里。车站大致呈东北-西南走向，西北和东南两侧均可进出车站。

## 设施
维克-米尔瓦勒站是一个无人看守的乘降所，没有人工售票窗口和任何售票设施，在维克-米尔瓦勒站上车的乘客需主动购票或使用通勤卡。此外，该站站内没有地下通道及人行天桥，前往对向站台需横穿铁路正线，因此该站存在一定的安全隐患。

## 停靠线路
以下列车线路在维克-米尔瓦勒站停靠：
| 维克-米尔瓦勒站列车线路表                                            |      |              |            |              |
| 线路                                                                 | 车种 | 上一站       | 下一站     | 大致运行频率 |
| 阿维尼翁 马赛 尼姆/蒙彼利埃 — 纳博讷 佩皮尼昂/塞贝尔 卡尔卡松/图卢兹 | TER  | 马格洛讷新城 | 弗龙蒂尼昂 | 每天6趟左右  |
| 1.                                                                   |      |              |            |              |

## 配套交通

### 长途客车
维克-米尔瓦勒站附近暂无固定长途客运线路，当铁路线施工或罢工时，SNCF可能会提供临时途径沿线的大巴车。

### 市内交通
维克-米尔瓦勒站附近暂无城市公共交通线路。

### 社会车辆
维克-米尔瓦勒站两侧设有少量停车位。

## 临近车站
| 维克-米尔瓦勒站（Gare de Vic - Mireval） |                   |              |
| 上行车站                                 | 线路              | 下行车站     |
| 马格洛讷新城站                           | 塔拉斯孔—塞特铁路 | 弗龙蒂尼昂站 |
| - 本表仅显示运营中的线路及车站           |                   |              |